# T-600
T-600は、映画『ターミネーターシリーズ』に登場する架空のアンドロイド兵器の一種である。『ターミネーター』のマイケル・ビーン演じるカイル・リースの会話や、『ターミネーター:サラ・コナー クロニクルズ』および『ターミネーター4』で確認できる。

## 設定
ターミネーターは、スカイネットによって作られた人間抹殺用のアンドロイドで、正確には「サイバーダインシステムズ・モデルXXXシリーズXXX」という型番を与えられている。T-600のボディを覆うゴム製のカバー(皮膚)にモデルがあるかは不明なので、サイバーダインシステムズ・(モデルXXX)シリーズ600という型番だと推測される。

### 特徴
T-600は人型ターミネーターとしては初の量産機であり、生身の人間を模した外見を持っている。また、一部のT-600はチタン合金製の金属骨格をゴム製のカバー（皮膚）で覆っているが、ゴム製であるが故に容易に識別可能である。更に、身長は2メートル以上で声も機械的、加えて稼動部の発する駆動音は骨格をカバーや衣服で覆っても防音しきれないほど大きく、明らかに擬態としては甘く、その後の潜入タイプのターミネーター開発における過渡期の機体ともいうべき存在とも言える。
ただし、人間にとっては大きな脅威であることに違いはない。普通の人間を遥かに凌駕するほどのパワーを持ち、ミニガン及びグレネードランチャー等の重火器で重武装している。主に壊滅した市街地に潜伏する人間を掃討するため、また機械軍の重要拠点であるスカイネットセントラルやその他の拠点施設を守備するために多数が配備されている。なお、後者は単なる機械軍の兵士としての役割だけが必要なことから、人間に擬態せずエンドスケルトン形態である（擬態しない状態のターミネーターは、『ターミネーター2』の未来での戦闘シーンや『ターミネーター3』のジョンの悪夢で登場する。なお、映像で判断する限りこのターミネーターはT-800である）。

### 機能、及び能力
外骨格ボディは対人小火器でも防弾可能なチタン合金製ながらも後発のT-800と比較して耐久性は低く、劇中では近距離からの銃撃等で容易に破壊されており、関節部を小火器で集中的に掃射、破壊し一時的に動きを鈍らせる事が可能だが、各部位に小型の電磁コアが内蔵されており、爆発などの衝撃で吹き飛んだ四肢を磁力により引き寄せ、応急的な接合や自己修復等を行い活動を継続する。走力や瞬発力等の身体能力は人間に劣るものの、全Tシリーズに共通する利点を活かして、物理的に機能が停止するまで索敵、戦闘を行う。また頭部が弱点なのか、半壊した個体が頭部に銃撃を受けて機能を停止するシーンがあるが、これがT-800と同じく頭部にシステムの中枢であるチップが内蔵されていることに起因しているのかは不明。後に開発されるT-800には生体反応を感知するセンサーが備えられているが、本型にはそれが見られず武装グループらを掃射した後、布袋を被って隠れていたカイルとスターに気付かず、彼らの目前で自己修理する様子を目撃されている。
頭部にある視覚センサーはT-800と同様の形状をしており、作動中は赤く発光し、機能を停止すると赤い光が消えるのもT-800と同じである。一方で視覚センサーの捉えたデータを処理するソフトウェアはT-800系統のものとは異なり、全体的に色合いの薄い白黒に近い可視光線による画像に、赤色の文字やターゲットカーソル等が表示される。なお、このソフトウェアは『ターミネーター4』の舞台となる2018年時点では機械軍のターミネーターの標準的なものであり、劇中ではエアロスタットとハーヴェスター、モト・ターミネーターそしてT-700が同様のソフトウェア（若干の違いもある）を搭載している。
目標の追尾機能を担うチップの一部が頚部の後側に露出しており、ここを破壊されると追跡機能が短時間停止する（実際に本機と同様の構造をしているT-700がカイル・リースにより破壊され、目標を定められず銃を乱射しているシーンがある。また、ジョンがラジオでこの弱点の事を語っている）。一方、小説版『ターミネーター4』ではジョンがラジオ放送で「T-600は危険だが、関節部を狙えば小さな銃でも有効打を与えられる。また、首の後ろは唯一モーターが露出しており、ここをナイフで攻撃すると短時間だが動きを鈍らせる」と語っており、実際劇中でカイルはT-600の首の後ろをナイフで攻撃して難を逃れている。

### その他
なお、T-600の生産にあたり、プロトタイプであるT-500が存在する。この機体は設定のみであり、本編には登場しない。また、T-600の小型化バージョンとしてT-700が存在し、こちらは『ターミネーター4』に登場する。
『ターミネーター』で初めて現代に送り込まれてきた機体は、T-600およびT-700の改良型にして量産機としては史上初の潜入型ターミネーターのT-800である。この機体はT-600およびT-700と同様のチタン合金製の骨格を人間と同じ生体細胞で覆い、サイズも小型化された上に、動作も格段に滑らかになり、音声も機械的な声から、人間と全く同様の声に改良され、更に発汗作用に加えて臭い息まで吐ける様になったことでより人間に近くなり、もはや識別は非常に困難となった。またこれに伴い、旧式機となったT-600はその価値が大きく低下したと思われるが小説版『ターミネーター3』では未来世界の戦場において、本機よりもさらに旧式の戦車型ターミネーターであるT-1と共に依然として実戦投入されており、またビデオゲーム版の『Terminator Resistance』においても登場し、レジスタンスから未だ稼働していることを驚かれる場面もある。